# Fejervarya multistriata
Fejervarya multistriata es una especie  de anfibios de la familia Ranidae.

## Distribución geográfica
Se encuentra en Hong Kong, Taiwán y Okinawa.